# Physiculus helenaensis
Physiculus helenaensis is een  straalvinnige vissensoort uit de familie van diepzeekabeljauwen (Moridae). De wetenschappelijke naam van de soort is voor het eerst geldig gepubliceerd in 1989 door Paulin.
De soort staat op de Rode Lijst van de IUCN als Kritiek, beoordelingsjaar 1996.